# Свети Мина (Кюстендил, 1933)
Вижте пояснителната страница за други значения на Мина.
„Свети великомъченик Мина“ е българска църква в град Кюстендил. Църквата се намира в западната част на града.

## История, особености
Построена е през 1934 г. в съседство със старата възрожденска църква „Свети Мина“ по проект на архитект Антон Торньов. През 1923 г. църковното настоятелство на старата църква „Свети Мина“ взема решение да бъде построен нов храм. Проектът на софийския архитект Антон Торньов печели първа награда на обявения конкурс. Основите на новия храм са положени на 20 юни 1926 г. По своята архитектура той е умален образец на църквата „Свети Александър Невски“ в София. Окончателното приемане на обекта става на 12 юли 1933 г. Освещаването на храма е извършено на 4 ноември 1934 г. от митрополит Стефан Софийски.
Църквата впечатлява със своята архитектура, с двата високоповдигащи се купола с голям брой прозоречни ниши. Постройката е богато украсена с фасадни корнизи и орнаменти. Сградата е двуетажна, с изба под целия храм.
Вътрешното пространство е покрито със стенописи. Митрополитският трон е дърворезбарска изработка с природни мотиви. Иконостасът е дело на дебърските майстори Коста Филипов, Евтим Филипов и Петър Йосифов от Осой. Художникът Апостол Христов от Галичник, изработва иконите на иконостаса, изографисва и декорира иконописите и цялата вътрешна обстановка.
Църквата е една от най-внушителните и представителни църкви в цяла България, действащ храм на Българската православна църква.